# Jan Harmata
Jan Harmata (ur. 10 maja 1925 w Oświęcimiu, zm. 7 maja 1982 w Warszawie) – polski lekkoatleta, specjalista rzutu młotem.
Dwukrotnie wystąpił na Akademickich Mistrzostwach Świata (UIE). W 1953 w Bukareszcie zajął 7. miejsce w rzucie młotem, zaś w 1955 w Warszawie był w tej konkurencji dziewiąty.
Był mistrzem Polski w rzucie młotem w 1953 oraz brązowym medalistą w 1951.
21 września 1953 w Warszawie ustanowił rekord Polski wynikiem 55,83 m.
W 1953 wystąpił w meczu reprezentacji Polski z reprezentacją NRD, zajmując 2. miejsce.
Rekordy życiowe:
| Konkurencja    | Data i miejsce               | Wynik |
| -------------- | ---------------------------- | ----- |
| pchnięcie kulą | 24 sierpnia 1953, Wrocław    | 13,47 |
| rzut dyskiem   | 21 czerwca 1958, Warszawa    | 44,61 |
| rzut młotem    | 16 października 1955, Kraków | 56,41 |

Był zawodnikiem  Floty Gdynia (1949–1951), Legii Warszawa (1952 i 1954-1959) oraz Lublinianki (1953). Po zakończeniu wyczynowego uprawiania sportu był trenerem w Legii Warszawa.